# Campus de Toledo
El Campus  de Toledo es un campus de la Universidad de Castilla-La Mancha situado en la ciudad de Toledo (España). Oferta estudios de pregrado y posgrado en distintas ramas de conocimiento: ciencias naturales, ciencias de la salud, ingeniería, humanidades y ciencias sociales. Cuenta con dos centros asociados en Talavera de la Reina.

## Historia

### Antecedentes
El primer antecedente del actual Campus de Toledo es el antiguo Colegio de Santa Catalina de Alejandría, fundado por el eclesiástico Francisco Álvarez de Toledo Zapata, maestrescuela de la Catedral Primada, como centro de enseñanza para estudiantes pobres. El 3 de mayo de 1485 obtuvo autorización pontificia para la fundación del colegio a través de la bula del papa Inocencio VIII y ese mismo año logró también la autorización regia de los Reyes Católicos. Las enseñanzas se impartían en inmuebles propiedad del fundador Álvarez de Toledo. El colegio se fundó con veintidós cátedras de teología, cánones, leyes, artes, medicina, cirugía, griego, retórica y matemáticas, pero estas enseñanzas no contaban todavía con rango universitario.

### Fundación de la universidad
Cuatro años después de la fundación del colegio, en 1489, Álvarez de Toledo solicitó al entonces papa León X la concesión al colegio de la capacidad de otorgar títulos universitarios. La petición no fue atendida hasta tres décadas después. El 22 de febrero de 1520 el papa León X firmó la bula por la que fundaba la Real Universidad de Toledo sobre la estructura del Colegio de Santa Catalina. La nueva universidad podía expedir títulos de doctor y licenciado, alcanzando así la misma categoría y concediendo los mismos grados que la Universidad de Salamanca, entre otras. En 1529 se obtuvo la autorización del rey Carlos I y se aprobaron las primeras constituciones de la Universidad y el Colegio. La Universidad Real y Pontificia de Toledo y el Colegio de Santa Catalina compartieron desde entonces las mismas instalaciones y un mismo régimen gubernativo, pero manteniendo la naturaleza académica de instituciones separadas. El Colegio de Santa Catalina impartía enseñanzas de menor rango y la Universidad impartía las enseñanzas conducentes a la obtención de títulos universitarios.

### Consolidación y auge
En 1557 se ampliaron las 18 constituciones iniciales a 39. Con estas nuevas constituciones la universidad se dotó de una estructura de gobierno y administración diferenciada de la del Colegio de Santa Catalina, aunque ambas instituciones siguieron compartiendo constituciones e instalaciones. El mayor grado de independencia fue aprobado por el papa Pablo IV mediante bula del 23 de marzo de ese mismo año. La Universidad fue ganando prestigio a lo largo del siglo XVI. La dificultad de obtención del grado de doctor era considerada comparable a la de las universidades de Salamanca y Bolonia, y los actos de recepción del título se celebraban con gran solemnidad y pompa.
La separación física de la Universidad y el Colegio se produjo en el siglo XVIII, a través de la concesión por parte del rey Carlos III a la universidad de la antigua Casa de los Jesuitas en 1769. Dos años después se produjo el traslado efectivo de la universidad al nuevo edificio, tras el auto del decano de la Universidad del 5 de enero de 1771:

[...] desde el día lunes 7 del presente, por la mañana, se traslada y establece esta Insigne Real Universidad en la parte que la clemencia del Rey se ha dignado concederla en las Casas que en esta Ciudad fueron de los Regulares expatriados; [...] en ella se tendrán desde el día 8 todas las Lecciones, inclusas las de la mañana de él, Actos, Grados, Claustros, Ejercicios y funciones que en ella se han practicado hasta aquí.

### Declive y reforma

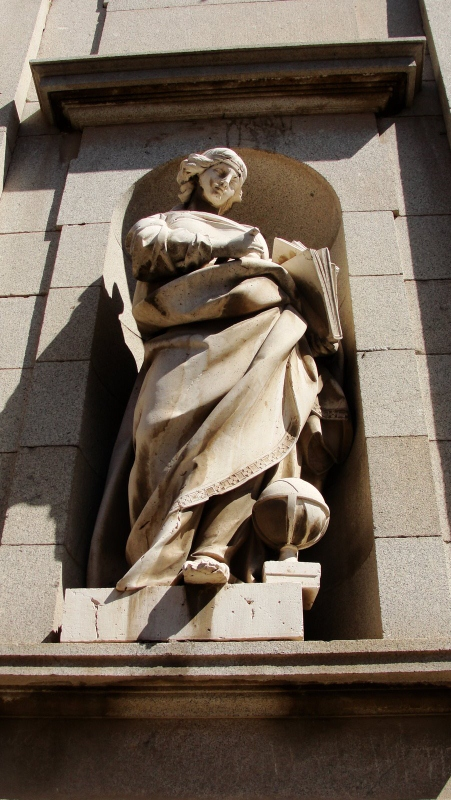
Detalle de la fachada del Palacio de Lorenzana

La política centralista de finales del siglo XVIII planteó la necesidad de reducir el número de universidades en España, considerando la supresión de la Universidad de Toledo, principalmente por motivos económicos. La universidad no se cerró finalmente, en gran medida gracias al apoyo económico y académico recibido por el arzobispo de Toledo y cardenal Francisco de Lorenzana. Lorenzana consiguió recuperar el apoyo del rey a la universidad y en el año 1795 compró unos edificios que habían pertenecido a la Iglesia y los donó a la universidad para su derribo y construcción en su lugar de una nueva sede, necesaria al resultar insuficientes las instalaciones cedidas por el rey Carlos III anteriormente. El cardenal encargó al arquitecto Ignacio Haan la construcción del nuevo edificio, que se edificó en estilo neoclásico. El arquitecto redactó rápidamente el proyecto y en cinco meses comenzaron las obras, en noviembre de 1795. Tres años y medio después, en abril de 1799, la universidad tomó posesión del nuevo edificio. Las obras fueron financiadas por Lorenzana en su mayor parte.
A pesar de los esfuerzos realizados por mantener en funcionamiento la universidad, la Ley de Reforma Universitaria de 1807 decretó finalmente su cierre, junto con el de otras universidades españolas. Un año después, en 1808, cuando todavía no se había ejecutado lo dispuesto en la ley, la invasión francesa y el levantamiento del 2 de mayo que iniciaría la Guerra de Independencia llevó a los profesores y alumnos de la universidad a formar un batallón propio conocido como Batallón de Voluntarios Universitarios de la Real Universidad de Toledo.

### Cierre y recuperación
En 1845, la Real Universidad de Toledo fue clausurada, con motivo de la puesta en funcionamiento de la Universidad Central de Madrid, abriéndose un espacio de más de un siglo en el que no se impartirían enseñanzas universitarias en la ciudad, (salvo Magisterio, cuya escuela se fundó en 1845-46, y la desaparecida Universidad Pontificia de Toledo, que funcionó entre 1896 y 1931), hasta la creación en 1969 del Colegio Universitario Toledano Santa Catalina (CUTSC), adscrito a la Universidad Complutense de Madrid, en el cual se implantaron las licenciaturas en Filosofía y Letras (Primer Ciclo), Ciencias (Primer Ciclo), Ciencias Económicas y Empresariales (completa) y Derecho (completa). En 1982, se crea por ley la Universidad de Castilla-La Mancha, que comienza a funcionar en 1985, incluyendo el actual Campus de Toledo, año en que el antiguo CUTSC se adscribe de la Universidad Complutense a la de Castilla-La Mancha (R.D. 717-1985) integrándose definitivamente en 1990 (R.D. 1.049-1990) en el sistema de campus de la Universidad de Castilla-La Mancha, por transformación del antiguo CUTSC en tres facultades, la de CC. Jurídicas y Sociales, la de Humanidades, y la de CC. Ambientales y Biquímica. También en los años 80 se habían comenzado a impartir los estudios de Ingeniería Técnica Industrial en la Universidad Laboral de Toledo, adscritos a la Universidad Politécnica de Madrid. La especialidad de Electricidad se implantó en 1983 aunque la de Electrónica se retrasaría hasta 2001. Así pues, la EUITI (actual Escuela de Ingenieros Industriales) se integró al campus de Toledo de la Universidad de Castilla-La Mancha en 1990 (B.O.E. de 10 de agosto), el mismo año en que se integró también el antiguo CUTSC

## Información académica

### Organización
El Campus de Toledo está conformado por cinco facultades y tres escuelas universitarias:
- Facultad de Ciencias Jurídicas y Sociales (Fundada en 1990/91 a partir de la integración de las Secciones de CC. Económicas y Empresariales y de Derecho del antiguo Colegio Universitario de Toledo, en funcionamiento desde 1973/74 y 1980/81, respectivamente) (R.D. 1049/1990).
- Facultad de Ciencias Ambientales y Bioquímica (Fundada en 1997/98 agregando la titulación de CC. Ambientales a la Sección de CC. Químicas del antiguo Colegio Universitario de Toledo, que venía funcionando desde 1970/71).
- Facultad de Ciencias del Deporte (De nueva creación, fundada en 1998/1999)
- Facultad de Humanidades (Nacida en 1997/98 por transformación del Centro Superior de Humanidades que se había fundado a su vez en 1993/94 por transformación de la Sección de Letras del antiguo Colegio Universitario de Toledo, operativa desde 1969/70).
- Facultad de Educación (Nacida en 2009/2010 por transformación de la Escuela Universitaria de Magisterio, fundada en 1845/46).
- Escuela de Arquitectura (De nueva creación, fundada en 2010/2011)
- Escuela de Enfermería y Fisioterapia (Transformación en 2009/2010 de la Escuela Universitaria de Enfermería y Fisioterapia creada en 1989/90).
- Escuela de Ingeniería Industrial y Aeroespacial (Transformación en 2009/2010 de la antigua Escuela Universitaria de Ingeniería Técnica Industrial creada en 1983/84).

El asociado Campus de Talavera cuenta con dos facultades: Facultad de Ciencias Sociales (donde se imparten estudios de CC. Empresariales, Educación Social y Trabajo Social) y Facultad de Terapia Ocupacional, Logopedia y Enfermería, creadas ambas en 2009/2010 por segregación del antiguo Centro de Estudios Universitarios de Talavera de la Reina (operativo desde 1994/1995).

### Programa de pregrado
En el curso 2012-2013, el Campus de Toledo ofertaba 14 títulos de grado. El programa de pregrado presenta una estructura muy diversificada por ramas de conocimiento. Los títulos en enseñanzas jurídicas y administrativas representan un 21 % del total y los títulos en ingenierías y arquitectura otro 21 %. Las ramas de ciencias de la salud, ciencias naturales y formación para la docencia representan cada una un 14 % de las titulaciones. El 7 % corresponde a estudios en humanidades.

### Programa de posgrado
En el curso 2012-2013, el Campus de Toledo ofertaba seis títulos de máster y cinco doctorados.

### Otras enseñanzas
Títulos propios
En el Campus de Toledo tienen particular relevancia los estudios de lenguas afroasiáticas. A través de la Escuela de Traductores de Toledo, imparte enseñanzas de pregrado y posgrado reconocidas con un título propio de la universidad especializadas en las lenguas árabe, hebrea y turca y su traducción al español. Anualmente, durante el mes de septiembre, imparte seminarios intensivos de traducción. También ofrece talleres de traducción especializada en fines de semana.
Cursos de verano
Entre los meses de junio y septiembre el Campus de Toledo ofrece cursos de verano que se imparten en distintas localizaciones de la ciudad. La mayor parte de la programación varía cada año, aunque algunos cursos se mantienen en todas las ediciones, si bien con contenidos diferentes, como el Curso de Cultura Hispanojudía y Sefardí, que comenzó a impartirse en 1991 en colaboración con el Museo Sefardí.

### Colaboraciones
El Campus de Toledo, como parte de la Universidad de Castilla-La Mancha, tiene convenios de intercambio y movilidad con medio centenar de centros mexicanos, entre los que se encuentran la Universidad Nacional Autónoma de México, las universidades autónomas de Zacatecas, Baja California, Puebla y Aguascalientes y los institutos tecnológicos de Monterrey, Oaxaca y Mérida. Asimismo, desarrolla proyectos de investigación de carácter interuniversitario con la Universidad de Guanajuato y la Universidad Autónoma del Estado de México.

## Instalaciones

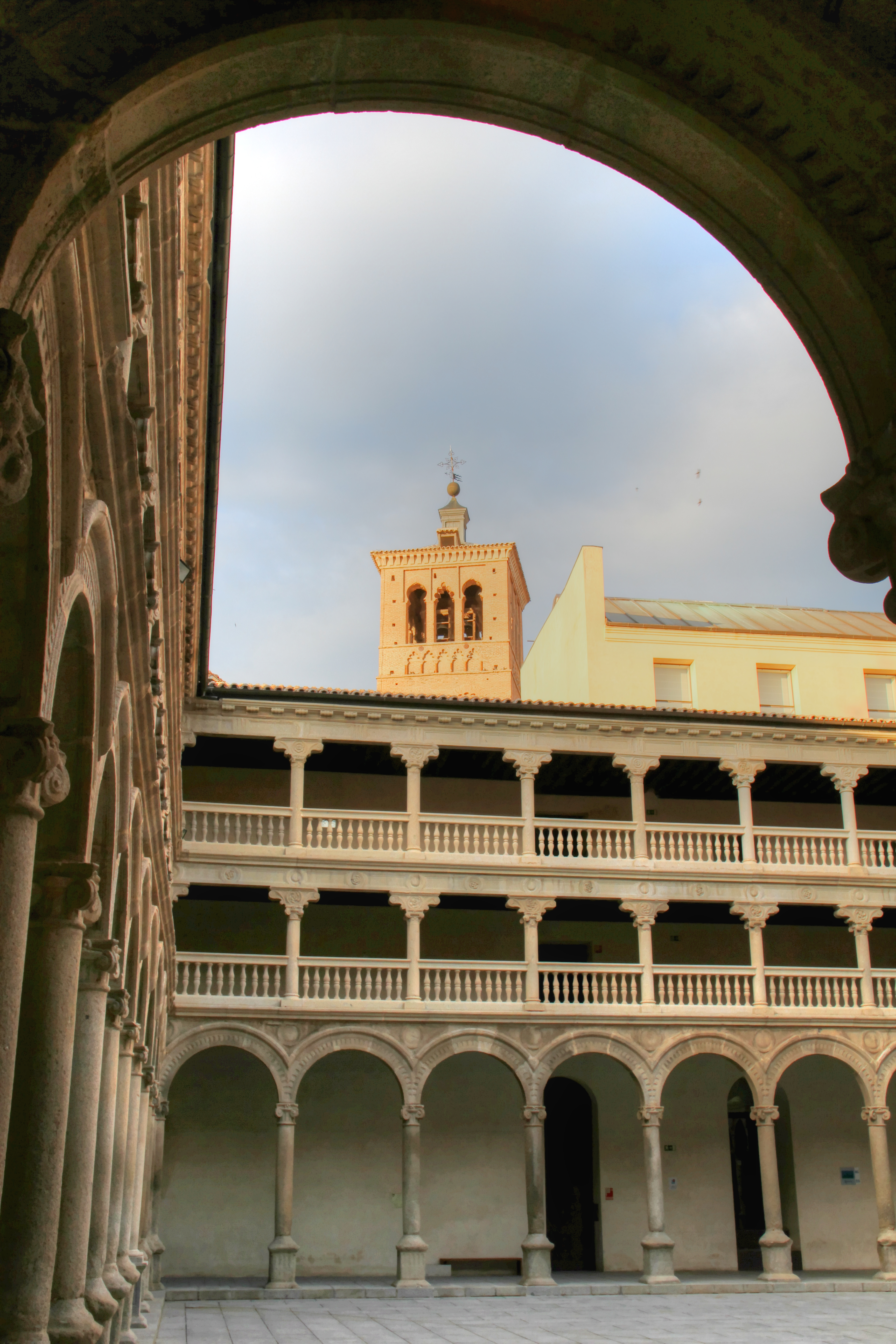
Facultad de Ciencias Jurídicas y Sociales

La mayor parte de las instalaciones del Campus de Toledo se sitúan en la parte noroeste de la ciudad de Toledo, fuera del casco histórico, en la antigua Fábrica de Armas de Toledo, el margen derecho del río Tajo. La Facultad de Ciencias Jurídicas y Sociales se encuentra en el centro histórico, en los antiguos conventos de San Pedro Mártir y de la Madre de Dios. La Facultad de Humanidades también se encuentra en el centro histórico, en el palacio que fuera de Pedro Lasso de la Vega, hermano del poeta Garcilaso y después primera sede del Hospital de la Misericordia, en la plaza de Juan de Padilla. También se encuentran en el casco histórico el Palacio Universitario Lorenzana, sede del Vicerrectorado del Campus de Toledo, el Palacio de Higares o del Rey Don Pedro I de Castilla, sede de la refundada Escuela de Traductores de Toledo, el edificio Gregorio Marañón, sede del colegio mayor homónimo, y varias residencias universitarias.

### Bibliotecas
El Servicio de Bibliotecas del Campus de Toledo está constituido por cuatro bibliotecas: la Biblioteca General (ubicada en los edificios universitarios S. Pedro Mártir y Madre de Dios), que da servicio a los centros del Casco Histórico de la ciudad; la Biblioteca Fábrica de Armas, que da servicio al Campus Científico-Tecnológico, la Biblioteca de la Escuela de Traductores de Toledo; y La Biblioteca Universitaria de Talavera de la Reina. Aparte, existe la biblioteca y centro de documentación del Centro de Estudios Europeos, en el Palacio Universitario Lorenzana. Las bibliotecas del Campus de Toledo cuentan con un fondo bibliográfico de 231.425 volúmenes y 960 puestos de lectura.

### Alojamiento
El Campus de Toledo cuenta con un colegio mayor para el alojamiento de estudiantes: el Colegio Mayor Gregorio Marañón, de carácter mixto, dependiente de la Fundación General de la UCLM. Además están adscritas al Campus de Toledo dos residencias universitarias públicas (Francisco Tomás y Valiente, mixta, de la Junta de Comunidades de Castilla-La Mancha, y Santa María de la Cabeza, mixta, de la Diputación Provincial de Toledo) y tres privadas, todas ellas de carácter religioso y femeninas (la de Nuestra Señora de los Remedios, en el antiguo Real Colegio de Doncellas Nobles, la de la Purísima Concepción, en el convento de las Benitas, o madres de la Orden Benedictina, y la de María Inmaculada, en el de las religiosas de María Inmaculada). En conjunto, las seis instituciones disponen de 431 plazas de alojamiento.

## Tradiciones y cultura
Durante la primera semana de noviembre, en el Campus Tecnológico de la Fábrica de Armas, se desarrolla la llamada Semana de la Ciencia. Estas jornadas dedicadas a la divulgación científica y a la promoción y acercamiento de la ciencia al público, son organizadas por la Facultad de Ciencias Ambientales y Bioquímica en colaboración de otras Facultades y Escuelas del Campus de Toledo.
La Escuela de Arquitectura del Campus de Toledo organiza anualmente la Muestra de Arquitectura Española de Toledo (MAET), que incluye conferencias y exposiciones sobre arquitectura y conciertos, recitales y actuaciones musicales de piano, violín, percusión o saxo.

## Comunidad

### Estudiantes
En el curso académico 2012-2013, el Campus de Toledo contaba con 7.129 estudiantes. El 61 % de los alumnos está matriculado en enseñanzas jurídicas y administrativas y en ciencias sociales. Los estudios en ciencias de la salud y en ingenierías y arquitectura ocupan, respectivamente, al 17 % y al 10 % de los estudiantes. Las ramas con menor número de alumnos son las correspondientes a las ciencias naturales (8 %) y a las humanidades (4 %).